# Música Inteligente - 25 Anos
Música Inteligente - 25 Anos é o quinto álbum ao vivo da banda Catedral, lançado em dezembro de 2015 pela gravadora Mess Entretenimento. O registro reuniu boa parte dos principais hits do grupo, sendo lançado em CD e DVD.
Na época do lançamento, segundo Kim (vocalista da banda), este seria o último trabalho do grupo, o qual encerraria oficialmente suas atividades após 25 anos de carreira.

## Faixas Versão CD

### Disco 1
1. Fale Mal de Mim
2. Quando o Amor Acontece
3. Um Novo Tempo
4. Nada Mudou
5. No Quintal da Nossa Casa / Quando o Verão Chegar / Tudo Pode Mudar
6. Você é o Meu Amor
7. Amo Tanto Amar Você
8. Amanhã
9. Eu Quero Sol Nesse Jardim
10. Perdão
11. Dona do Meu Coração / Tchau / Ela e o Castelo
12. O Que Não Se Pode Explicar aos Normais
13. Estações
14. A Resposta de um Desejo

### Disco 2
1. Amor Verdadeiro
2. Perto de Mim
3. Sem Você Eu Nada Sou
4. O Nosso Amor / Quem Disse Que o Amor Pode Acabar? / Eu Amo Mais Você
5. Epílogo
6. O Sapo, o Escorpião e a Paixão
7. O Labirinto de Fausto
8. Arritmia
9. Para Todo Mundo
10. Terra de Ninguém
11. A Revolução

## Faixas Versão DVD
1. Intro
2. Fale Mal de Mim
3. Quando o Amor Acontece
4. Um Novo Tempo
5. Nada Mudou
6. Medley 1 (No Quintal da Nossa Casa / Quando o Verão Chegar / Tudo Pode Mudar)
7. Amo Tanto Amar Você
8. Amanhã
9. Eu Quero Sol Nesse Jardim
10. Perdão
11. Medley 2 (Dona do Meu Coração / Tchau / Ela e o Castelo)
12. O que não se Pode Explicar aos Normais
13. Estações
14. A Resposta de um Desejo
15. Amor Verdadeiro
16. Medley 3 (O Nosso Amor / Quem Disse que o Amor Pode Acabar? / Eu Amo mais Você)
17. Epílogo
18. O Sapo, o Escorpião e a Paixão
19. O Labirinto de Fausto
20. Arritmia
21. Para Todo Mundo
22. Terra de Ninguém
23. A Revolução

## Ficha Técnica
CATEDRAL:
- Kim: Guitarra e violão base e voz
- Júlio Cesar: Baixo
- Guilherme Morgado: Bateria

MÚSICOS CONVIDADOS:
- Diego César: Guitarras
- Caíque Rocha: Teclados